# El Carro (asterismo)

El carro de la Osa Mayor

El Carro, Cazo o La ballena es el nombre dado al asterismo formado por las estrellas más visibles de la Osa Mayor. Esta agrupación se conoce con varios nombres en distintas culturas.

## Estrellas
Es el asterismo más característico de la constelación de la Osa mayor al contener una disposición singular de las siete estrellas más brillantes del cielo septentrional, conforme a la denominación de Bayer que utiliza las letras minúsculas del alfabeto griego, parte desde las estrellas apuntadoras del polo norte en el seno del Carro, asignando alfa a la estrella Dubhe (la más cercana al polo norte) y en sentido horario recorre el coche del carro llegando a Megrez con la letra delta y  saltando hacia el rabo hasta llegar a Benetnasch o Alkaid, la estrella eta.
Es de especial importancia para el astrónomo aficionado pues ayuda a localizar la estrella Polar y se utiliza para marcar diversos itinerarios de identificación estelar.
| Nombre | Denominación de Bayer | Denominación de Flamsteed | Magnitud aparente | Distancia (Años luz) | Distancia (Parsec) | Otros nombres de origen árabe        |
| ------ | --------------------- | ------------------------- | ----------------- | -------------------- | ------------------ | ------------------------------------ |
| Dubhe  | α Ursæ Majoris        | 50 Ursæ Majoris           | 1.8               | 124                  | 38                 | Dubh, Dudd, Thar Al dub Al Akbar, Ak |
| Merak  | β Ursæ Majoris        | 48 Ursæ Majoris           | 2.4               | 79                   | 24                 | Mirak                                |
| Phecda | γ Ursæ Majoris        | 64 Ursæ Majoris           | 2.4               | 84                   | 26                 | Phad, Phecda, Phegda, Phacd          |
| Megrez | δ Ursæ Majoris        | 69 Ursæ Majoris           | 3.3               | 81                   | 25                 | Kaffa                                |
| Alioth | ε Ursæ Majoris        | 77 Ursæ Majoris           | 1.8               | 81                   | 25                 |                                      |
| Mizar  | ζ Ursæ Majoris        | 79 Ursæ Majoris           | 2.1               | 78                   | 24                 | Mizat, Mirza, Mitsar                 |
| Alcor  | g Ursæ Majoris        | 80 Ursæ Majoris           | 3.99              | 80                   | 25                 |                                      |
| Alkaid | η UMa                 | 85 Ursæ Majoris           | 1.9               | 101                  | 31                 | Benetnasch, Elkeid                   |

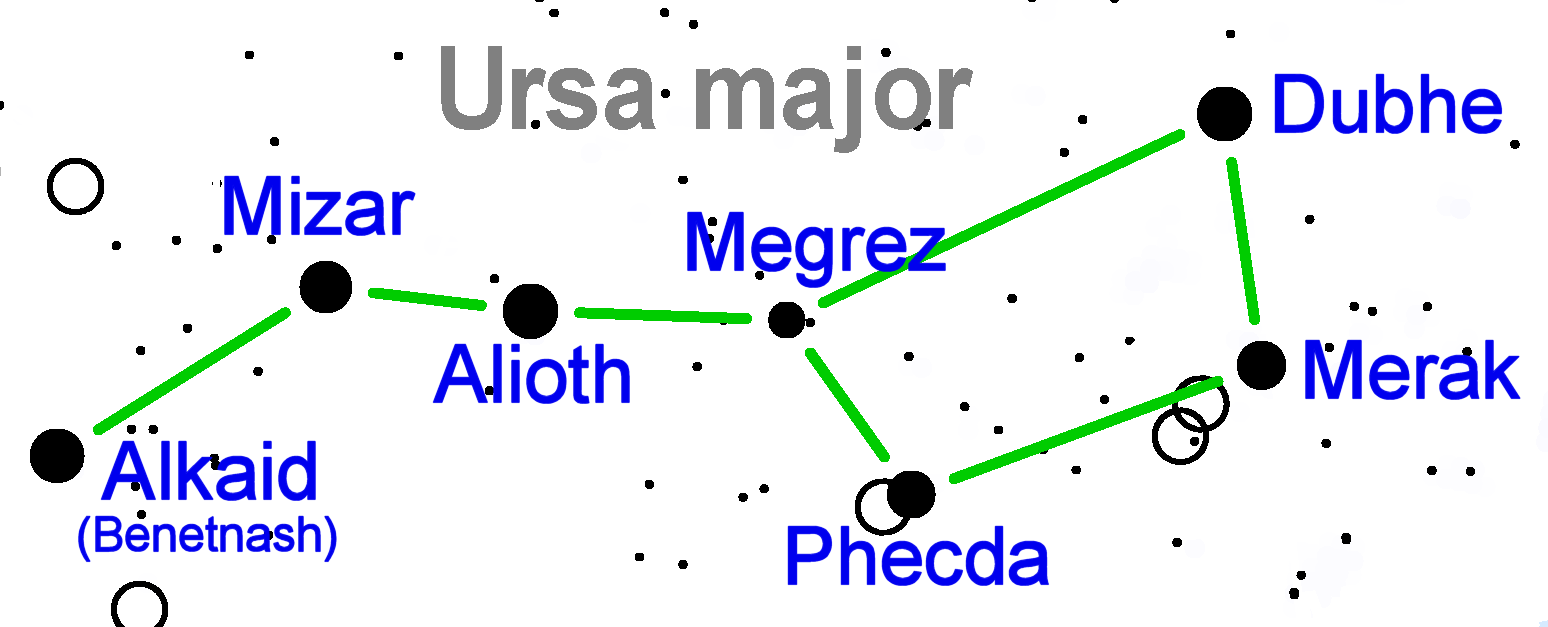
Los nombres de las estrellas del carro de la Osa Mayor

En la misma línea de vista que Mizar, pero a tres años-luz más allá de la misma, está la estrella Alcor (80 UMa). De cuarta magnitud, Alcor puede ser vista normalmente a simple vista, pero su proximidad a Mizar hace que sea difícil de divisar; esto ha servido en algunos sitios como una prueba de buena vista.

4D movimiento en -/+ 150 000 años. Para ver esta imagen hacen falta unas gafas 3D (rojo-verde rojo-azul).

Cinco de las estrellas del Carro están en el núcleo de la Asociación estelar de la Osa Mayor, las dos de los extremos, Dubhe y Alkaid, no son parte de la agrupación y se mueven en la dirección opuesta. En relación con las cinco del centro, se mueven hacia abajo y hacia la derecha sobre el mapa. Esto cambiará la forma del Carro, con el cuerpo abriéndose y el mástil haciéndose más curvo. En unos 50 000 años, el asterismo ya no existirá tal y como lo conocemos, pero quizás tenga la forma de un carro orientado en sentido opuesto.

## Denominación tradicional por culturas
En Galicia se le conoce como el setestrelo, o siete estrellas.
En Irlanda y Gran Bretaña se le conoce como el arado (the plough).
En algunas partes de Inglaterra y en Escandinavia se le conoce como el Carro de Carlos. La etimología popular hace que venga de Carlomagno, pero parece ser que viene del carro del hombre (churl's wagon), en oposición al carro de la mujer (Osa Menor).
En holandés se le conoce como la sartén.
En Finlandia se le conoce como Otava o red del salmón.  Esta palabra es obsoleta en finés moderno.
En Hungría se le llama Göncölszekér ("el carro de Göncöl") por una figura de la mitología húngara, un táltos o chamán que llevaba medicinas en su carro para curar cualquier enfermedad.
Estas siete estrellas fueron conocidas en latín como septem triōnēs o siete bueyes de labor; de esta expresión viene la palabra septentrión, que se refiere al Norte.
De la tradición hinduista el carro es conocido como Saptarshi que significa «los siete Rishi o sabios de la antigüedad» pero dado que según la tradición y el ciclo temporal, el nombre de los rishis cambia, a veces se incluye también un octavo rishi en la estrella acompañante de Mizar, Alcor (g UMa / 80 Uma) a la que se le denomina Arundhati.
| Nombre hindú | Nombre tradicional occidental | Denominación Bayer |
| ------------ | ----------------------------- | ------------------ |
| Kratu        | Dubhe                         | α UMa              |
| Pulaja       | Merak                         | β UMa              |
| Pulastya     | Phecda                        | γ UMa              |
| Atri         | Megrez                        | δ UMa              |
| Ãnguiras     | Alioth                        | ε UMa              |
| Vashista     | Mizar                         | ζ UMa              |
| Arundhati    | Alcor                         | g UMa              |
| Bhrigu       | Alkaid                        | η UMa              |

## Literatura
El Carro forma parte de la cosmogonía ficticia creada por el escritor británico J. R. R. Tolkien para ambientar las historias de su legendarium. En estas historias toma el nombre de Valacirca (que en quenya significa ‘la hoz de los valar’). El Silmarillion narra como fue puesto en el firmamento por Varda cuando rehízo las estrellas.

## Banderas y escudos que hacen referencia a El Carro de la Osa Mayor

Bandera de Alaska (EE.UU.) en vigor
Bandera de la Liga de las naciones de la India (1917) en desuso
Bandera de la Armada de los ciudadanos irlandeses (1930) en desuso
Escudo medieval de la villa de Madrid (c.1212-1222)
Escudo del Ayuntamiento de Madrid (España) en vigor.[1]
Bandera de la Comunidad Autónoma de Madrid (España) en vigor
Bandera de la Nación Cheroqui (EE.UU.) en vigor